# Makiyamaia orthopleura
Makiyamaia orthopleura é uma espécie de gastrópode do gênero Makiyamaia, pertencente a família Clavatulidae.